# Nippon Kaigi
Nippon Kaigi (日本会議, lit.  "Conferência do Japão") é uma das maiores organizações lobistas não governamentais do Japão, conhecida por sua ideologia ultraconservadora, ultranacionalista e de extrema-direita. Foi estabelecida em 1997 e contava com aproximadamente 38,000 a 40,000 membros em 2020.
O grupo tem influência significativa na política japonesa. Em outubro de 2014, 289 dos 480 membros da Dieta Nacional Japonesa faziam parte do grupo. Muitos ministros e alguns primeiros-ministros, incluindo; Shigeru Ishiba, Tarō Asō, Shinzō Abe, Yoshihide Suga, e Fumio Kishida.
A organização descreve seus objetivos como 'alterar a consciência nacional do pós-guerra, considerando a visão do Tribunal de Tóquio sobre a história como um problema fundamental', além de revisar a atual Constituição do Japão, especialmente o Artigo 9, que proíbe a manutenção de um exército permanente. O grupo também visa promover educação patriótica, apoiar visitas oficiais ao Santuário Yasukuni e promover uma interpretação nacionalista do Xintoísmo Estatal. A Organização também nega que mulheres de conforto, recrutadas pelo Japão durante a Segunda Guerra Mundial, tenham sido forçadas a trabalhar.
Nas palavras de Hideaki Kase, um membro influente da Nippon Kaigi: "Estamos dedicados à nossa causa conservadora. Somos monarquistas. Defendemos a revisão da constituição. Somos pela glória da nação." 

## Objetivos
1. “Uma bela soberania tradicional para o futuro do Japão” (美しい伝統の国柄を明日の日本へ): Promover um senso de unidade e estabilidade social japonesa, com base na Casa Imperial, na história, cultura e tradições compartilhadas do povo japonês.
2. “Uma nova constituição apropriada para a nova era” (新しい時代にふさわしい新憲法を): Restaurar os direitos de defesa nacional, corrigir o desequilíbrio de direitos e obrigações, fortalecer a ênfase no sistema familiar e afrouxar a separação entre religião e Estado.
3. “Políticas que protegem a reputação do Estado e a vida das pessoas” (国の名誉と国民の命を守る政治を): Abordar a perda de interesse público na política e no governo adotando uma postura mais agressiva em debates históricos e na gestão de crises.
4. “Criar uma educação que promova um senso de identidade japonesa” (日本の感性をはぐくむ教育の創造を教育の創造を): Abordar vários problemas que surgem no sistema educacional japonês (bullying, prostituição, etc.) e instituir o respeito à bandeira e ao hino nacional do Japão, a história, cultura e tradições nacionais.
5. “Contribuir para a paz mundial através do fortalecimento da segurança nacional” (国の安全を高め世界への平和貢献を): Fortalecer o poder de defesa japonês para contrabalançar a China, a Coreia do Norte, a Rússia e outras potências hostis, e lembrar os mortos de guerra do Japão.
6. “Amizade com o mundo unida por um espírito de coexistência e prosperidade mútua” (共生共栄の心でむすぶ世界との友好を): Construir relações amigáveis com países estrangeiros por meio de programas de intercâmbio social e cultural.

Nippon Kaigi acredita que "o Japão deve ser aplaudido por libertar grande parte do Leste Asiático das potências coloniais ocidentais; que os tribunais de crimes de guerra de Tóquio de 1946-1948 foram ilegítimos; e que os assassinatos cometidos pelas tropas imperiais japonesas durante o Massacre de Nanquim de 1937 foram exagerados ou inventados". O grupo defende vigorosamente a reivindicação japonesa na sua disputa territorial sobre as Ilhas Senkaku com a China, e nega que o Japão tenha forçado as mulheres de conforto à escravidão sexual durante a Segunda Guerra Mundial.  Nippon Kaigi se opõe ao feminismo, aos direitos LGBT e à Lei de Igualdade de Gênero de 1999.

## História
O Nippon Kaigi foi fundado em 1997 com a fusão de dois grupos cujas agendas incluíam a revisão da constituição:
- Nihon wo mamoru Kokumin Kaigi (Conferência Nacional para Defender [ou Proteger] o Japão, fundada em 1981) que incluia muitos veteranos do Exército e da Marinha Imperiais do Japão e publicou seu próprio projeto de reforma constitucional em 1994. Seu antecessor foi Gengo Houseika Jitsugen Kokumin Kaigi (Conferência Nacional para Implementar a Legislação do Ano do Reinado, fundada em 1978).
- Nihon wo mamoru Kai (Sociedade para a Proteção do Japão, fundada em 1974), que compreendia vários cultos xintoístas e religiosos.[12]

Toshiro Mayuzumi, líder do Nihon wo mamoru Kokumin Kaigi, foi uma figura fundamental na fusão destes grupos e estava programado para se tornar o primeiro presidente da Nippon Kaigi, mas morreu de insuficiência hepática em 10 de abril de 1997, pouco antes da primeira reunião da nova organização que viria a acontecer em maio de 1997. O cargo de presidente fundador foi assumido por Koichi Tsukamoto, fundador da empresa japonesa de roupas Wacoal. Yuzo Kabashima, o secretário-geral da Nippon Kaigi, fundou uma organização irmã, a Nihon Seinen Kyogikai, em 1977, cuja sede fica no mesmo edifício da Nippon Kaigi e funciona como secretariado da organização.
A organização obteve sucesso notavelmente rápido ao estabelecer fortes conexões entre o establishment e em aprovar legislação que era congruente com os objetivos do grupo. Em 1999, a Dieta Nacional finalmente reconheceu formalmente o Kimigayo como o hino nacional do Japão e o Hi no Maru como a bandeira nacional do Japão. Após a aprovação da legislação, nos anos seguintes o Ministério da Educação e os comitês educacionais das prefeituras, como os do governador de Tóquio, Shintaro Ishihara, emitiram diretrizes forçando os professores a aderir a procedimentos específicos relativos a estes símbolos nacionais no contexto educacional.

## Organização e filiados
A Nippon Kaigi diz ter 40.000 membros individuais. O site da organização lista os membros de acordo com sua antiguidade na organização, liderada por um presidente apoiado por vice-presidentes e um grupo de "conselheiros", incluindo sacerdotes xintoístas que lideram santuários importantes, alguns deles pertencentes à família imperial.
Após a remodelação de 2014, 15 dos 18 membros do Terceiro Gabinete Abe, incluindo o próprio Primeiro-Ministro (como "conselheiro especial"), eram membros do Nippon Kaigi. Em outubro de 2014, o grupo contava com 289 dos 480 membros da Dieta Nacional Japonesa. Entre os membros, ex-membros e afiliados estão inúmeros legisladores, muitos ministros e alguns primeiros-ministros, incluindo Tarō Asō, Shinzō Abe e Yoshihide Suga. O irmão de Abe, Nobuo Kishi, também é membro do grupo Nippon Kaigi na Dieta. Seu antigo presidente, Toru Miyoshi, também foi presidente do Supremo Tribunal do Japão. 
Depois de fazer campanha ativamente para os candidatos do Partido Liberal Democrático (PLD) em julho de 2016, a Nippon Kaigi fez campanha pela revisão constitucional em setembro de 2016.

## Presidência
| Lista de presidentes | Lista de presidentes | Lista de presidentes | Lista de presidentes           |
| Ano                  | Nome                 | Período              | Tempo no cargo                 |
| -------------------- | -------------------- | -------------------- | ------------------------------ |
| 1997                 | Koichi Tsukamoto     | 1997–1998            | 1 ano                          |
| 1998                 | Kosaku Inaba         | 1998–2001            | 3 anos                         |
| 2001                 | Toru Miyoshi         | 2001–2015            | 14 anos (presidente honorário) |
| 2015                 | Tadae Takubo         | 2015–2024            | 9 anos                         |

Após a morte de Takubo, o cargo de presidente ficou vago.

## Crítica
O jornalista Norimitsu Onishi diz que a organização promove o renascimento dos valores do Império do Japão.  Tamotsu Sugano, o autor do best-seller sobre o grupo, Research on Nippon Kaigi (日本会議の研究), descreve-o como um movimento democrático no método, mas com a intenção de examinar "igualdade sexual", restaurando os valores patriarcais/familiares e devolvendo o Japão a uma constituição pré-guerra que ele considera nem democrática nem moderna." Em 6 de janeiro de 2017, a venda do livro foi proibida por um tribunal distrital por difamação, enquanto se aguardava a remoção da parte ofensiva; uma edição digital revista continuou a ser vendida. As vendas foram retomadas em março, quando o tribunal permitiu que uma edição revisada com 36 caracteres excluídos aparecesse.
Muneo Narusawa, editor do Friday Weekly (週刊金曜日, Shūkan Kin'yōbi), diz que, paralelamente ao negacionismo histórico, a organização frequentemente destaca fatos históricos que retratam o Japão como vítima, como os bombardeios atômicos de Hiroshima e Nagasaki, a declaração de guerra soviética e a invasão da Manchúria e os raptos de cidadãos japoneses pela Coreia do Norte. O ex-ministro da educação Hakubun Shimomura, secretário-geral do Discussion Group of Nippon Kaigi Diet Members (日本会議国会議員懇談会, Nippon Kaigi Kokkai Giin Kondankai), defende a educação patriótica e se opõe a uma "visão masoquista da história".  
O Hankyoreh, um jornal liberal da Coreia do Sul, denunciou o nacionalismo de direita liderado por Shinzo Abe e a Nippon Kaigi como "nacionalismo anticoreano" na sua coluna em inglês. Gabriel Rodriguez, na Jacobin, uma revista de esquerda americana, escreveu que o PLD e o Nippon Kaigi carregam o legado do fascismo japonês.